# Cabanas de Torres

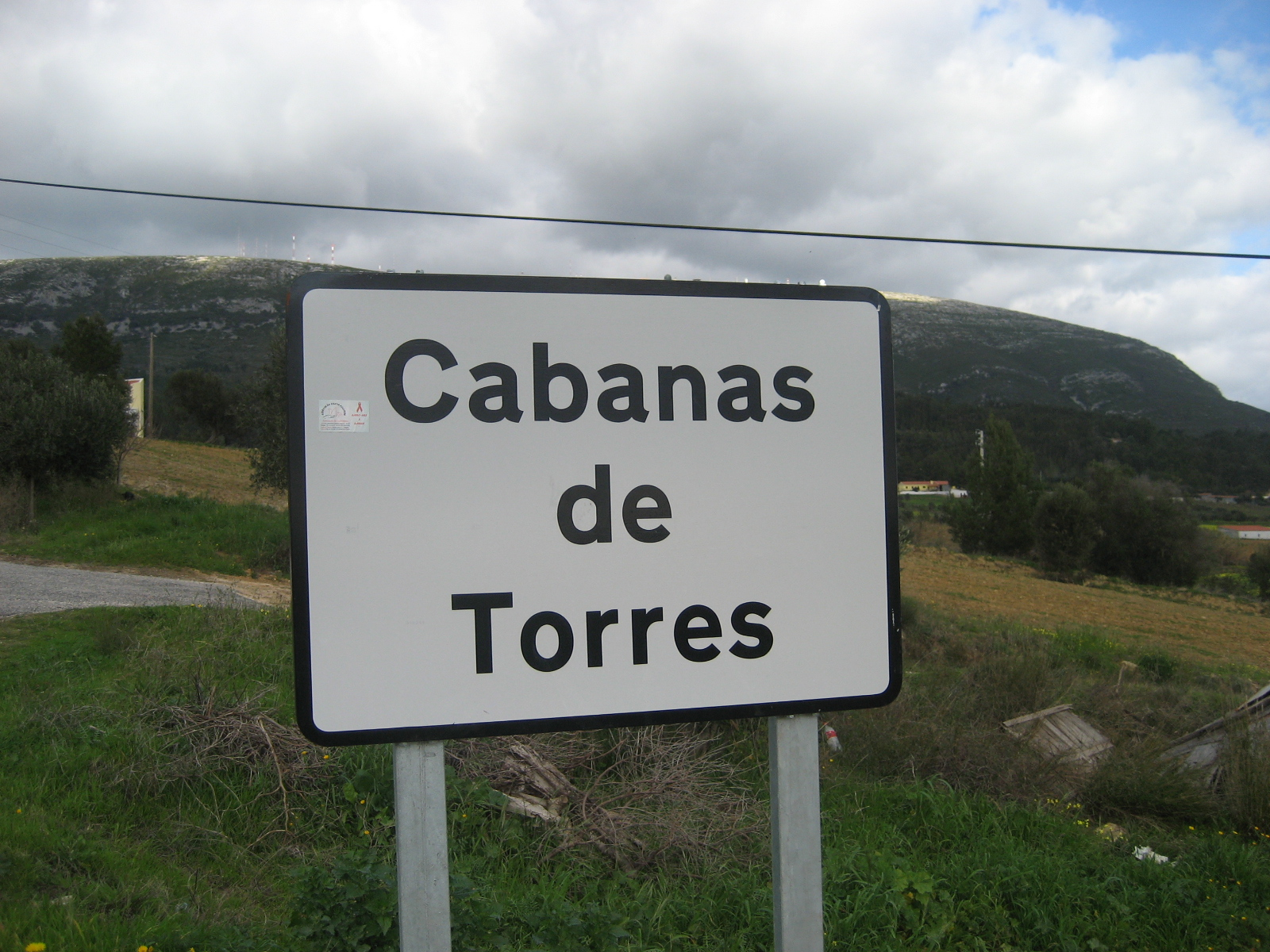
Ortseingang Cabanas de Torres

Cabanas de Torres ist ein Ort und eine ehemalige Gemeinde (Freguesia) im portugiesischen Kreis Alenquer. In der Gemeinde lebten 997 Einwohner (Stand 30. Juni 2011).
Am 29. September 2013 wurden die Freguesias Cabanas de Torres und Abrigada zur neuen Freguesia União das Freguesias de Abrigada e Cabanas de Torres zusammengefasst.